# Bandol (Travnik, BiH)
Bandol je naseljeno mjesto u općini Travnik, Federacija Bosne i Hercegovine, BiH.
Nalazi se istočno od općinskog središta.

## Stanovništvo

### 1991.
Nacionalni sastav stanovništva 1991. godine, bio je sljedeći:
ukupno: 276
- Muslimani - 219
- Hrvati - 56
- ostali, neopredijeljeni i nepoznato - 1

### 2013.
Nacionalni sastav stanovništva 2013. godine, bio je sljedeći:
ukupno: 199
- Bošnjaci - 186
- Hrvati - 13